# Белградско метро (проект)
Белградско метро (на сръбски: Београдски метро) е проектиран метрополитен в Белград, столицата на Сърбия.
Той остава на фаза планиране и никога не се осъществява. Първите идейни проекти датират от 1950-те години. Към разработването на всеобхватен и подробен идеен проект се пристъпва през 1970-те години. Предвижда се (1976) изграждане на 5 линии на Белградското метро.

## Галерия
- Различни проекти за метро в Белград по години
- 1968 г.
- 1972 г.
- 1976 г. (вариант а1)
- 1976 г. (вариант а2)